# Elecciones municipales de 2011 en Estepona
Las elecciones municipales de 2011 se celebraron en Estepona el 22 de mayo, de acuerdo con el Real Decreto de convocatoria de elecciones locales en España dispuesto el 28 de marzo de 2011 y publicado en el Boletín Oficial del Estado el día 29 de marzo. Se eligieron los 25 concejales del pleno del Ayuntamiento de Estepona mediante un sistema proporcional con listas cerradas y un umbral electoral del 5%.

## Resultados
Los resultados completos correspondientes al escrutinio definitivo se detallan a continuación:
| Candidatura     | Candidatura                                                     | Votos  | %                               | Escaños                         |
| --------------- | --------------------------------------------------------------- | ------ | ------------------------------- | ------------------------------- |
|                 | Partido Popular Andaluz (PP-A)                                  | 11947  | 48,93                           | 17                              |
|                 | Partido Socialista Obrero Español de Andalucía (PSOE-A)         | 4742   | 19,42                           | 6                               |
|                 | Ciudadan@s Independientes Estepona (CIE)                        | 1850   | 7,58                            | 2                               |
|                 | Izquierda Unida Los Verdes-Convocatoria por Andalucía (IULV-CA) | 959    | 3,93                            | 0                               |
|                 | Estepona 2007 (E2007)                                           | 762    | 3,12                            | 0                               |
|                 | Centro Democrático Andaluz (CD ANDALUZ)                         | 589    | 2,41                            | 0                               |
|                 | Unión Progreso y Democracia (UPYD)                              | 564    | 2,31                            | 0                               |
|                 | Partido Estepona (PES)                                          | 544    | 2,23                            | 0                               |
|                 | Partido Social Estepona (Partido Social Estepona)               | 466    | 1,91                            | 0                               |
|                 | Espacio Verde Los Verdes Andalucía Ecológica (EVA-LOS VERDES)   | 454    | 1,86                            | 0                               |
|                 | Partido Andalucista Espacio Plural Andaluz (PA+PSA EP-AND)      | 363    | 1,49                            | 0                               |
|                 | Partido Liberal Estepona Habla (EHABLA)                         | 341    | 1,40                            | 0                               |
|                 | Bloque Nacionalista Andaluz (BNA)                               | 252    | 1,03                            | 0                               |
| Votos en blanco | Votos en blanco                                                 | 583    | 2,39                            | n/a                             |
| Votos válidos   | Votos válidos                                                   | 24 416 | 100,00                          | 25                              |
| Votos nulos     | Votos nulos                                                     | 508    | Participación: \| \| 60.73 % \| | Participación: \| \| 60.73 % \| |
| Votantes        | Votantes                                                        | 24 924 | Participación: \| \| 60.73 % \| | Participación: \| \| 60.73 % \| |
| Electores       | Electores                                                       | 41 038 | Participación: \| \| 60.73 % \| | Participación: \| \| 60.73 % \| |
|                 | 60.73 %                                                         |        |                                 |                                 |

## Acontecimientos posteriores
Investidura del alcalde
En la votación de investidura que tuvo lugar en la sesión plenaria constitutiva de la corporación municipal celebrada el 11 de junio de 2011, José María García Urbano resultó elegido alcalde de Estepona con mayoría absoluta de los votos de los concejales (17 votos, cuatro más de los necesarios) al recibir los votos del grupo municipal del PP. Por su parte, David Valadez López, hasta ese momento alcalde de la localidad, recibió 6 votos por parte de su propio grupo municipal, mientras que Juan Manuel Rodríguez Ortega obtuvo los 2 de su formación, Ciudadan@s Independientes Estepona.
Esto suponía el fin del período de gobiernos socialistas que empezó con Antonio Barrientos González en 2003 y la vuelta a la alcaldía de un miembro del PP desde que entre el año 2002 y 2003 fuera alcaldesa Rosa María Díaz García, que en estas elecciones se presentaba como cabeza de lista de Estepona 2007.
| Candidatos a la alcaldía     | Votos |
| ---------------------------- | ----- |
| José María García Urbano     | 17/25 |
| David Valadez López          | 6/25  |
| Juan Manuel Rodríguez Ortega | 2/25  |